# Pherkad
Pherkad (také Pherkab) je hvězda s Bayerovým označením γ Ursae Minoris (Gama Malého medvěda) v souhvězdí Malého medvěda. Společně s hvězdou Kochab tvoří dvojici známou jako „strážci pólu“. Tyto dvě hvězdy obklopují Polárku a pomáhají amatérským astronomům najít severní nebeský pól. Pherkad má hvězdnou velikost +3,05 magnitudy a patří k spektrální třídě A2. 

## Charakteristika
Pherkad je bílý obr s absolutní hvězdnou velikostí −2,84 mag. Jeho povrchová teplota dosahuje přibližně 9 000 K, což odpovídá typickým vlastnostem hvězd spektrální třídy A2. Hvězda je vzdálená přibližně 487 světelných let (149 parseků) od Země. Jedná se o rychle rotující hvězdu, což je častý znak pro hvězdy této třídy.
Pherkad vyzařuje svítivost několika tisícinásobku svítivosti Slunce, díky čemuž je jasně viditelný na noční obloze. Je součástí asterismu známého jako Malý vůz.

## Kulturní význam
Název „Pherkad“ pochází z arabského výrazu „فركد“ (*al-Farkad*), což znamená „teletec“ nebo „mladý býček“. Stejně jako Kochab byl Pherkad znám již ve starověké astronomii a často zmiňován v navigačních tabulkách. Dvojice hvězd Pherkad a Kochab byla dříve používána jako orientační bod pro cestovatele na severní polokouli.

## Pozorování
Pherkad je snadno viditelný pouhým okem v noci na severní polokouli, kde je vždy nad obzorem. Nachází se poblíž hvězdy Kochab, a společně tyto hvězdy tvoří zadní kola asterismu Malého vozu. Díky své blízkosti k Polárce je Pherkad důležitý orientační bod pro určování severu.